# Нещеровский Спасо-Преображенский монастырь
Спасо-Преображенский Нещеровский монастырь (укр. Спасо-Преображенський Нещерівський монастир) — мужской общежительный монастырь Украинской православной церкви, расположенный в селе Нещеров Обуховского района Киевской области.
Основан в 2004 году при храме Преображения Господня, памятнике архитектуры XVIII века.
Священноархимандрит обители — Онуфрий, митрополит Киевский и всея Украины.
Наместник — архиепископ Обуховский Иона (Черепанов), викарий Киевской епархии.
Непосредственное руководство братией монастыря поручено архимандриту Иоасафу (Перетятько).
Адрес монастыря: Преображенская улица, 26, село Нещеров, Обуховский район, Киевская область, Украина.

## Преображенская церковь
Первое документальное упоминание православного Спасо-Преображенского деревянного храма в селе Нещеров относится к 1735 году. В 1742 году он пострадал от пожара, но четыре года спустя, старанием Киевского казацкого сотника Павла Гудима, при участии прочих доброхотных жертвователей, на том же самом месте был отстроен вновь.
В начале мая 1751 года владелец Нещерова Павел Гудим обратился к митрополиту Киевскому Тимофею (Болховитинову) с просьбой благословить на поездку в Запорожскую Сечь иерея Нещеровской церкви Стефана Андреева для сбора пожертвований, на что и было получено соответствующее разрешение. Предусматривалось, что имена казаков-жертвователей из Запорожской Сечи будут записаны для всегдашнего поминовения в Спасо-Преображенской церкви Нещерова.
В 1794 году в Нещерове был заложен новый, уже каменный Спасо-Преображенский храм, строительство которого было завершено в 1796 году. Церковь была построена заботами Ивана Павловича Гудим-Левковича. Он завещал, чтобы его наследники, владельцы Нещерова и Гудимовки содержали этот храм в благолепии и в случае необходимости ремонтировали его.
Спасо-Преображенский каменный храм был построен на фундаменте из блоков песчаника из кирпича жёлтого цвета и первоначально не был оштукатурен снаружи. Внешние стены храма имеют толщину в полтора метра, а внутренние — более одного метра. Столпы внутри храма размером 2х2 метра. Каменный храм был покрыт деревянной крышей.
Церковь Преображения — самобытный памятник зодчества: прямоугольный корпус — не имеет выступающей алтарной апсиды, по типу принадлежит к каменным, одноглавым, односветным храмам, Объём храма безапсидный, с расположенными по обе стороны от алтарной части камерами ризницы и пономарни, четырёхстолпный; барабан грушевидного купола — смещен к востоку и слегка «утоплен» в высокой 4-скатной кровле с заломом, при этом отлично выдержаны высотные пропорции (плавный переход высокой кровли от массивного корпуса к уравновешивающему стройному куполу «смягчает» мощь сооружения, словно «собирает» его для устремления к небу); восточная половина храма имеет высокие сводчатые окна в один ярус, западная — сводчатые и квадратные на 2-х ярусах; на уровне 2-го яруса в юго-западном углу здания устроена звонница (её оригинальность в том, что она не выступает за пределы фасадов и не простирается на всю ширину храма); в западной части объёма церковного здания на втором этаже расположены жилые помещения, в одном из которых расположен камин.
В храме было устроено три престола. В холодной церкви главный престол был посвящен Преображению Господнему, а боковой — святым Павлу Исповеднику и равноапостольной первомученице Фекле. Третий, теплый придел находился в западной части храма и был освящен в честь Иоанна Предтечи. Имена святых Павла и Феклы носили родители строителя храма, а сам он назван был в честь Иоанна Предтечи.
В 1798 году упоминается небольшой временный иконостас в Нещеровской церкви, а в 1799 году на его месте, в главном алтаре был установлен иконостас, перенесенный из храма упраздненного Киево-Печерского Вознесенской монастыря.
Утварь, украшения, роспись и обстановка Нещеровского храма был достаточно богата. Его церковные серебряные и вызолоченные сосуды упоминаются уже в начале XIX века. До наших дней дошло Евангелие с серебряными накладками с вкладной надписью «Сие Евангелие принесено усердием рабов Божиих Николая и Марии Бракер со чадами к храмовому празднику Спасо-Преображенской села Нещерова церкви, 1864 года августа 6-го дня».
С 1856 года Нещеров принадлежал племяннику Ивана Гудим-Левковича — штабс-капитану Михаилу Петровичу Гудим-Левковичу, а три года спустя достался его сестре Марии Петровне в замужестве Браккер. 1859 году Нещеровское имение оценивалось в 41000 рублей серебром.
Летом 1875 года Мария Петровна Браккер продала своему двоюродному племяннику Михаилу Васильевичу Гудим-Левковичу имение в Нещерове за 16000 рублей серебром. Опекуном Михаила был его дядя Михаил Владимирович Юзефович, о котором Пушкин упоминает в «Путешествии на Арзрум»: «Я приехал туда с поэтом Юзефовичем». Сохранилась переписка Юзефовича с Оноре де Бальзаком, Батюшковым, Костомаровым, Максимовичем, Майковым, Пушкиными, Писаревым.
Михаил Васильевич Гудим-Левкович был женат на Юлии Николаевне Бахметьевой. Её родная тетя, Елена Николаевна Бердяева была духовной дочерью преподобного Парфения Киевского. Внук Елены Николаевны, философ Николай Бердяев вспоминал, как мальчиком обыкновенно проводил лето в великолепном имении свой тети Юлии Николаевны Гудим-Левкович и о своей дружбе с её дочерью Наталией.
Воспоминания Берляева: Мальчиком я обыкновенно проводил лето в великолепном имении моей тети, Ю. Н. Гудим-Левкович. С семьей Гудим-Левковичей, которая представляла один из центров киевского светского общества, мы были очень связаны. Наша семья была невеселая. В доме Гудим-Левковичей бывало много молодежи, веселились.
До 1917 года Нещеровский храм был достаточно богат украшениями, утварью, убранством, но уже в декабре того же года в клировой ведомости сообщалось, что «храм утварью очень беден». Вероятно, он был ограблен.
В 1923 году в селе Нещеров был создан колхоз имени Сталина. Год спустя Нещеровский сельский совет отчитывался: «Контроль за религиозными объединениями правильный: незаконные собрания объединений и групповые процессии не разрешаются. Условия пользования религиозными объединениями храмом заключены и перерегистрированы… Религиозные обряды рождения и смерти священнослужителями без предварительной записи в ЗАГСе не проводятся». В 1936 году сельский совет закрыл храм в селе Нещеров и использовал его для хранения колхозного зерна.
В октябре 1941 года, во время Великой Отечественной войны, немецкие оккупационные войска разрешают открыть храм в Нещерове для богослужений. Все церковное имущество в то время было чрезвычайно простое, а иконостас был сделан из фанеры.
В 1949 году богослужения в Нещерове совершались не во всем храме, а только в его основном объёме размером 8×12 м (кроме алтаря), так как колхоз занял всё остальное пространство для хранения овощей. Овощи загнивали и производили зловоние. Свалка гнили находилась рядом с храмом, куда гниль выбрасывали во время перебирания овощей. В храме был также устроен склад для парниковых принадлежностей.
Из описания Нещеровского храма 1951 год известно, его полы были из метлахской плитки, на колокольне — дощатые, а полы подвала выложены из кирпича на ребро. Лестницы храма были деревянные, входные двери — оббиты жестью, фасады снаружи оштукатурены. Куполу храма в то время ремонт ещё не требовался.
В октябре 1961 года храм в Нещерове был закрыт после того, как местные власти стали настаивать на его передаче сельской школе, которая в то время ютилась рядом с храмом, в старом здании бывшей церковно-приходской школы. Это здание передали под школу без переоборудования. Верующим предложили удовлетворять свои религиозные потребности в церкви Обухова.
Восемь лет спустя, 25 августа 1969 года был принят перспективный план охраны памятников истории и культуры, предусматривавший проведение ремонта Нещеровского Преображенского храма для создания в нём музея быта и народного творчества.
К 1970 году здание Нещеровского храма пришло в аварийное состояние, и в 1975 году Республиканской специальной строительно-реставрационной мастерской и обществом Охраны памятников был разработан проект его консервации. Однако эти работы так и не были проведены ни в 1975 году, ни в 1988—1990 годах, когда институт «Укрпроектреставрация» вновь обратился к проблеме изучения и сохранения этого храмового комплекса.
Из описания Нещеровского Преображенского храма 1988 года известно: купол и главка в виде маковки покрыты железом в шашку и к тому времени лишились своей покраски. Главку венчал крест. Барабан главки был деревянный восьмигранный с нишами. На подкупольном барабане, в верхней части пилястр под кирпичным карнизом сохранялась частично лепнина в виде головок херувимов. Храм имел единую двухскатную крышу с дощатыми фронтонами с восточной и западной сторон. Однако крыша над основным объёмом храма была тогда уже утрачена. Сохранялись западные деревянные двери на кованных металлических крючках, тогда как все другие двери храма отсутствовали.
19 декабря 1989 года Обуховским городским советом были определены заказчик и исполнитель работ по реставрации Нещеровского храма и принято решение по их финансированию. Каждую субботу жители Нещерова и села Первое Мая участвовали в работах по спасению храма. Его настоятель протоиерей Сергий Оглы приступил к совершению богослужений и вместе с жителями села занимался восстановлением святыни.

### Современное состояние Преображенского храма
При постройке в 1796 году Преображенский храм имел небольшой придел справа от главного алтаря. Он был освящён в честь свт. Павла Исповедника и первомч. Феклы. Иконостас был общим для обоих приделов, старинным, с древними иконами, перенесённый из храма Вознесенского Печерского монастыря. При проведении реставрационных работ было принято решение не восстанавливать этот придел, а иконостас установить в соответствии с проектом будущей росписи всего храма.
Работы по росписи сначала Предтеческого придела, а впоследствии и всего храма, начались в 2007 году и продолжаются с небольшими перерывами по сей день.
Предтеченский придел был восстановлен на историческом месте, в западной части Преображенского храма. Росписи придела в византийском стиле были сделаны артелью иконописцев из Харькова. В этом же стиле изготовлен мраморный иконостас. Его иконы и царские врата написаны Александром Рудым. Пол в Предтеченском приделе изготовлен из мрамора. В отдельном помещении, примыкающем к приделу и расписанном в одном с ним стиле, установлена отделанная мрамором купель для возможности совершения Таинства Крещения над взрослыми полным погружением.
В обширной крипте (подземной части) расположен храм в честь Новомучеников и Исповедников Церкви Русской. Первая литургия была совершена в нём в 2013 году, в день Первого и Второго обретения Главы святого Иоанна Предтечи. Иконостас этого храма сложен из кирпича, прогрунтован и расписан по штукатурке. Апсида также украшена росписями. Престол выполнен из мрамора. Росписи иконостаса и апсиды выполнены иконописцами из монастыря Дохиар Святой Горы Афон. Это единственные росписи, выполненные в Киевской области афонскими иконописцами. В храме Новомучеников находится икона, написанная Криворожским иконописцем Юрием Трикуленко. На ней изображено более сотни новомучеников и исповедников русских.
На колокольне Нещеровского храма находятся три больших и восемь малых колоколов. Один из них имеет вес 3,5 тонны и является самым большим колоколом в Киевской области. Он был отлит на Донецком металлургическом заводе в 2004 году.
Зимой 2020 года на колокольне был установлен часовой механизм, соединённый с колоколами, который звоном в небольшой колокол отбивает четверти часа, а звоном в малый благовест — целые часы.
К югу от монастырского сада находится часовня в виде алтарной апсиды, увенчанной куполом. Она является поминальной и устроена в 2008 году в память о тех, кто нашёл упокоение на кладбище Спасо-Преображенского храма. За алтарем храма располагается старинное кладбище, ныне служащее братским для Свято-Троицкого Ионинского монастыря. Два креста с именами ктиторов и священнослужителей Нещеровского храма означают их символические могилы. Каждый может помолиться за тех, чьим усердием был сооружен Спасо-Преображенский храм и за тех, кто служил в нём. Под грушей, рядом с кладбищем, находится могила советских воинов. При выходе из окружения в 1941 году они приняли в Нещерове последний бой. В советское время здесь была установлена стелла с надписью «Никто не забыт, ничто не забыто», а в настоящее время — гранитный крест с надписью «блажен кто положит душу свою за други своя». В 2006 году при въезде в обитель был установлен, в качестве поклонного, надгробный крест с казацкого кладбища. Этот крест с надписью, датируемой XIX веком, был передан в монастырь из частной коллекции.

## Монастырь
В 2004 году опеку над древней Спасо-Преображенской церковью взял на себя Киевский Свято-Троицкий Ионинский монастырь. Рядом с храмом поселились несколько монахов. Первое богослужение с братией монастыря состоялось в день памяти Собора Небесных Сил бесплотных 21 ноября 2004 года. Начался полномасштабный ремонт храма с последующей росписью Предтеченского придела.
Решением Священного Синода УПЦ от 9 марта 2005 года Спасо-преображенский приход с. Нещеров был преобразован в одноимённый монастырь, наместником которого был назначен игумен Климент (Вечеря), теперь митрополит Нежинский и Прилукский.
Решением Священного Синода УПЦ от 18 апреля 2008 года наместником монастыря по совместительству был назначен архимандрит, впоследствии архиепископ Обуховский, Иона (Черепанов), наместник Киевского Свято-Троицкого Ионинского монастыря.
С 2010 года по поручению архиепископа Ионы братией монастыря руководит архимандрит Иоасаф (Перетятько).
На 1 июля 2020 года в монастыре проживает 30 человек братии.
Монастырь занимает вершину холма, с древности называемого «Поповский остров». На территории монастыря, в центре расположен Спасо-Преображенский храм. Рядом с ним монастырское кладбище, сад и огород. По краям монастырской территории размещены четыре жилых корпуса, котельная, складские и подсобные помещения.

## Интересные факты
В 2012 году в монастыре происходили съёмки фильма «Старец Паисий и я, стоящий вверх ногами», режиссёр — Александр Столяров. В съёмках принимали участие братия монастыря. В 2019 году вышел фильм «Тишина» о жизни обители, снятый трудами самих насельников. Режиссёр — монах Анастасий (Корсанюк), оператор — Александр Сак. С 2014 по 2018 год Нещеровский монастырь являлся конечной точкой маршрута киевских байкерских Пасхальных покатушек.